# Timah
 (mars 2021).
La mise en forme du texte ne suit pas les recommandations de Wikipédia : il faut le « wikifier ».
Les points d'amélioration suivants sont les cas les plus fréquents. Le détail des points à revoir est peut-être précisé sur la page de discussion.
- Les titres sont pré-formatés par le logiciel. Ils ne sont ni en capitales, ni en gras.
- Le texte ne doit pas être écrit en capitales (les noms de famille non plus), ni en gras, ni en italique, ni en « petit »…
- Le gras n'est utilisé que pour surligner le titre de l'article dans l'introduction, une seule fois.
- L'italique est rarement utilisé : mots en langue étrangère, titres d'œuvres, noms de bateaux, etc.
- Les citations ne sont pas en italique mais en corps de texte normal. Elles sont entourées par des guillemets français : « et ».
- Les listes à puces sont à éviter, des paragraphes rédigés étant largement préférés. Les tableaux sont à réserver à la présentation de données structurées (résultats, etc.).
- Les appels de note de bas de page (petits chiffres en exposant, introduits par l'outil «  Source ») sont à placer entre la fin de phrase et le point final[comme ça].
- Les liens internes (vers d'autres articles de Wikipédia) sont à choisir avec parcimonie. Créez des liens vers des articles approfondissant le sujet. Les termes génériques sans rapport avec le sujet sont à éviter, ainsi que les répétitions de liens vers un même terme.
- Les liens externes sont à placer uniquement dans une section « Liens externes », à la fin de l'article. Ces liens sont à choisir avec parcimonie suivant les règles définies. Si un lien sert de source à l'article, son insertion dans le texte est à faire par les notes de bas de page.
- La présentation des références doit suivre les conventions bibliographiques. Il est recommandé d'utiliser les modèles {{Ouvrage}}, {{Chapitre}}, {{Article}}, {{Lien web}} et/ou {{Bibliographie}}. Le mode d'édition visuel peut mettre en forme automatiquement les références.
- Insérer une infobox (cadre d'informations à droite) n'est pas obligatoire pour parachever la mise en page.

Pour une aide détaillée, merci de consulter Aide:Wikification.
Si vous pensez que ces points ont été résolus, vous pouvez retirer ce bandeau et améliorer la mise en forme d'un autre article.
 (mars 2021).
PT Timah (Naamloze vennootschap) Tbk ou plus simplement PT Timah est une entreprise publique indonésienne dans l'exploitation de l'étain (timah en indonésien). C'était le plus grand producteur mondial d'étain en 2008.

## Histoire
PT Timah est l'héritière d'une longue histoire de l'industrie minière de l'étain en Indonésie, qui commence à la fin du XVIIIe siècle, et s'intensifie pendant la colonisation néerlandaise de l'Indonésie. Les gisements d'étain indonésiens se trouvent dans les îles de Bangka, Belitung, Singkep, Karimun et Kundur.

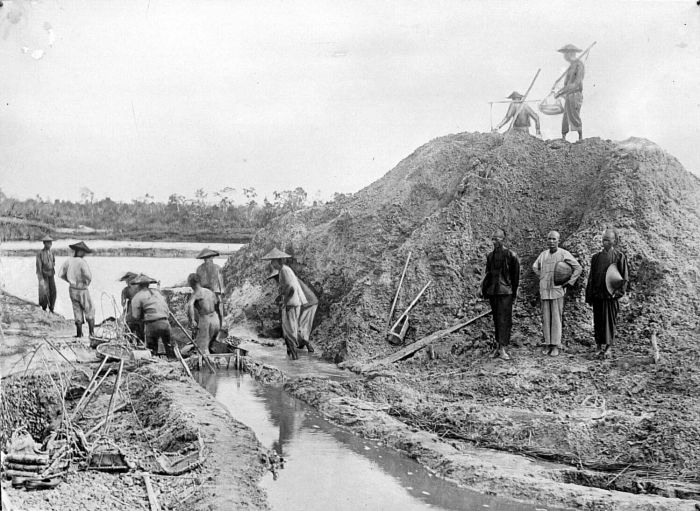
Ouvriers de la Gemeenschappelijke Mijnbouw Maatschappij Billiton à Manggar à Belitung en 1890

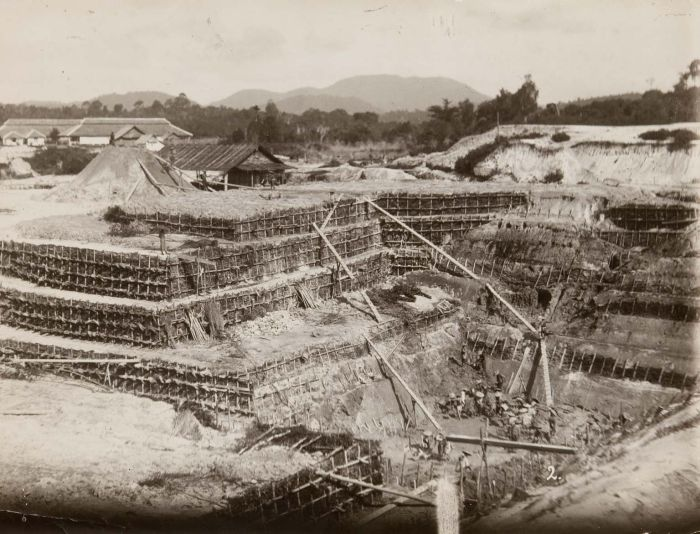
Une mine de la Singkep Tin Exploitatie Maatschappij vers 1900

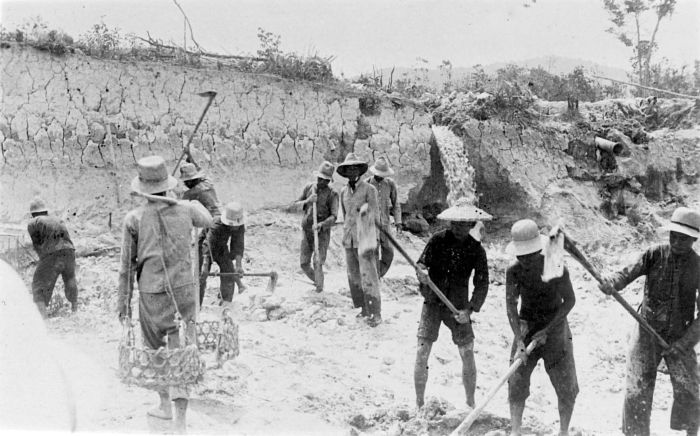
Ouvriers dans une mine d'étain à Bangka en 1930

À l'époque coloniale, l'étain était exploité par la société publique Banka Tin Winning Bedrijf (BTW) à Bangka, par les entreprises privées des Pays-Bas Gemeenschappelijke Mijnbouw Maatschappij Billiton (GMB) à Belitung  et NV Singkep Tin Exploitatie Maatschappij (NV SITEM) à Singkep.
Après l'indépendance en 1945, ces trois sociétés sont nationalisées durant la période 1953-1958 et deviennent trois entreprises publiques distinctes. En 1961 est formé le Badan Pimpinan Umum Perusahaan Tambang Timah Negara (« agence à direction publique des entreprises d'exploitation de l'étain de l'État ») pour coordonner les trois sociétés. En 1968, l'agence et les trois entreprises sont rassemblées en une seule, Perusahaan Negara (PN) Tambang Timah (« entreprise d'État pour l'exploitation de l'étain »).
En 1976, PN Tambang Timah et le projet de fonderie à Mentok sont fusionnés en une société anonyme (« persero ») dont l'actionnaire est l'État indonésien et le nom PT Tambang Timah (Persero).
La crise de l'industrie mondiale de l'étain à la suite de l'effondrement de l'International Tin Council en 1985 pousse l'entreprise à des changements radicaux en 1991-1995, incluant notamment sa réorganisation, le transfert de son siège à Pangkal Pinang, son rééquipement et l'abandon d'activités qui ne sont pas son cœur de métier.
Cette restructuration rétablit la santé et la compétitivité de l'entreprise. Le gouvernement privatise une partie de PT Timah avec une introduction en bourse à la bourse de Jakarta, la bourse de Surabaya et le London Stock Exchange le 19 octobre 1995. Depuis, 35 % environ de ses actions sont ainsi cotées en bourse, et 65% de ses actions restent détenues par la république d'Indonésie.
PT Timah est en 2008 le plus gros producteur mondial d'étain, une matière première importante pour l'électronique. L'Indonésie est au deuxième rang des pays producteur après la Chine, et PT Timah, en particulier, approvisionne des entreprises telles que Samsung, ainsi que les industriels du secteur électronique qui fournissent Foxconn (fabricant de nombreux produits Apple). Depuis, la pandémie de Covid-19 a entraîné une régression de la demande d'étain dans le monde en 2020/2021, mais de façon temporaire. Le projet de fonderie lancé par PT Timah sur l'île de Bangka a été maintenu,.
En 2020, une publication de l'agence publique française Business France considère que cette entreprise reste la deuxième plus grande entreprise d'extraction d'étain au monde.
Par ailleurs, l'industrie d'extraction de l'étain en Indonésie, dont cette entreprise minière Timah, est critiquée pour son impact sur l'environnement, et pour les conditions de travail des travailleurs miniers (salariés ou indépendants),,.